# René-Levasseur-ön
René-Levasseur-ön (franska: Île René-Levasseur) är en stor ö omgiven av Manicouaganreservoaren i Québec i Kanada. Ön är 72 km i diameter och har en yta på 2 020 km². 
Både ön och den omgivande sjön är det som idag återstår av den nedslagskrater (det vill säga ett astroblem) som uppstod under Triasperioden för 212 miljoner år sedan. Den högsta bergstoppen på ön heter Mont Babel (Montagne Babel).
René-Levasseur är täckt av barrskog och på ön finns bland annat kanadensiskt lodjur.
En kamp pågår för närvarande[när?] mellan miljöaktivister och skogsföretaget Kruger Inc. om att utöka avverkning på ön eller omvandla hela ön till ett naturreservat.